# كورينا (مغنية رومانية)
كورينا (بالرومانية: Corina)‏ هي مغنية رومانية، ولدت في 26 يناير 1980 في ساتو ماري في رومانيا.

## وصلات خارجية
- كورينا على موقع ميوزك برينز (الإنجليزية)
- كورينا على موقع ديسكوغز (الإنجليزية)